# Сільван Цурбрігген
Сільван Цурбрігген (нім. Silvan Zurbriggen, 15 серпня 1981) — швейцарський гірськолижник, призер Олімпійських ігор та чемпіонату світу. 
На Олімпійських іграх у Ванкувері Сільван Цурбрігген виборов брознову медаль у суперкомбінації.
Сільван далекий родич олімпійського чемпіона Пірміна Цурбріггена.

## Зовнішні посилання
- Досьє на сайті FIS